# 專案風險管理
專案風險管理是專案管理中一個重要的面向。根據專案管理協會的專案管理知識體系，專案風險管理是專案管理中必須熟知的十大知識領域之一。 美國專案管理協會(PMI)定義專案風險為「一個不確定的事件或條件，會對專案目標有正面或負面的影響」。
專案風險管理相較於營運、金融、保險等行業的風險管理，仍然是個較不成熟的領域。這樣的差距是由以下幾個因素所造成：將風險管理應用在專案時，對風險迴避的誤解，尤其大眾理解以及在社會活動，加上專案在機率上的複雜度要比在會計、金融及工程學上還要高。
在營運、金融和保險的風險管理上，風險、風險管理和個別風險的概念幾乎是通用的，通常就是對於人員與金錢上的影響。然而，專案風險管理涉及金錢、時程、能力、品質及工程等領域的交疊，就更多元了。因此，在專案風險管理中，有必要說明這三者的差異 (依"國防部採購程序之風險及時機管理指南"解釋):
- 風險管理：風險管理：將投資最佳化，並將失敗的可能性降至最低的組織政策
- 風險：一個專案無法達成其目標的可能性
- 一個風險：一個行動、事件或硬體組件會導致風險的發生

專案管理知識體系(PMBOK)為風險定義添加一個未來日期以改進風險管理定義。 在數學上，就是以概率乘以影響來表達，包含未來的影響日期或數個關鍵日期。增加未來日期使得專案風險的是可被預測的。
良好的專案風險管理取決於明確的角色與責任劃分，以及專業的技術分析。
按時間順序，專案風險管理可能開始於識別威脅或是透過檢查機會。例如，競爭對手的發展或新產品的出現。由於缺乏定義，所以經常使用定性或半定量方法針對產品或一般的模型來進行。有必要時，這種方法會被用來針對解決方案排優先順序。
在某些實例中，是可以先從分析替代解決方案開始，為這些解決方案產生成本和開發的估算。
一旦選擇了解決方案，更多熟悉的風險管理工具及一般的專案風險管理程序使用於一個新的專案：
- 風險管理規劃
- 風險識別及金錢識別
- 進行定性(質性)風險分析
- 對專案的利益相關者及資助者進行風險溝通
- 根據研究和新的資訊改進或重述風險
- 監視及控制風險

最後，風險必須被整合才能提供一個全貌，專案應該融入到企業的整體風險管理中，把握實現目標的相關機會。

## 參閱
- 全美反舞弊性財務報告委員會發起組織
- ISO31000
- 營運風險管理
- 風險管理
- 風險偏好
- 風險管理工具